# Mirjana Spoljaric Egger

Mirjana Spoljaric Egger (2022)

Mirjana Spoljaric Egger (geboren 1972 in Ludbreg im heutigen Kroatien) ist eine Schweizer Diplomatin. Sie war beigeordnete Generalsekretärin und stellvertretende Administratorin beim Entwicklungsprogramm der Vereinten Nationen (UNDP) sowie Direktorin des UNDP-Regionalbüros für Europa und die Gemeinschaft Unabhängiger Staaten. Sie wurde im August 2018 vom Generalsekretär der Vereinten Nationen in diese Position berufen und übernahm ihr Amt im Oktober 2018. Seit 1. Oktober 2022 ist sie als erste Frau in diesem Amt Präsidentin des Internationalen Komitees vom Roten Kreuz.

## Leben und Wirken
Mirjana Spoljaric Egger studierte Philosophie, Wirtschaft und Völkerrecht an der Universität Basel und Universität Genf. Das Studium beendete sie mit dem Master. Im Anschluss war sie als wissenschaftliche Mitarbeiterin an der Rechtswissenschaftlichen Fakultät der Universität Basel beschäftigt. Im Jahr 2000 trat sie in das Eidgenössische Departement für auswärtige Angelegenheiten ein, wo sie verschiedene Positionen bekleidete, unter anderem in Bern und New York. Von 2004 bis 2006 unterrichtete sie im Fachbereich Soziologie an der Universität Luzern zum Thema Global Governance.
Sie arbeitete im Rahmen ihrer diplomatischen Karriere zunächst in der Schweizer Botschaft in Kairo und war Desk Officer für die Europäische Bank für Wiederaufbau und Entwicklung und die nukleare Sicherheit in Mittel- und Osteuropa. In den Jahren 2010 bis 2012 war Mirjana Spoljaric als Senior Adviser beim Büro des UNO-Generalkommissars für das Hilfswerk der Vereinten Nationen für Palästinaflüchtlinge und Flüchtlinge (UNRWA) nach Amman entsandt.

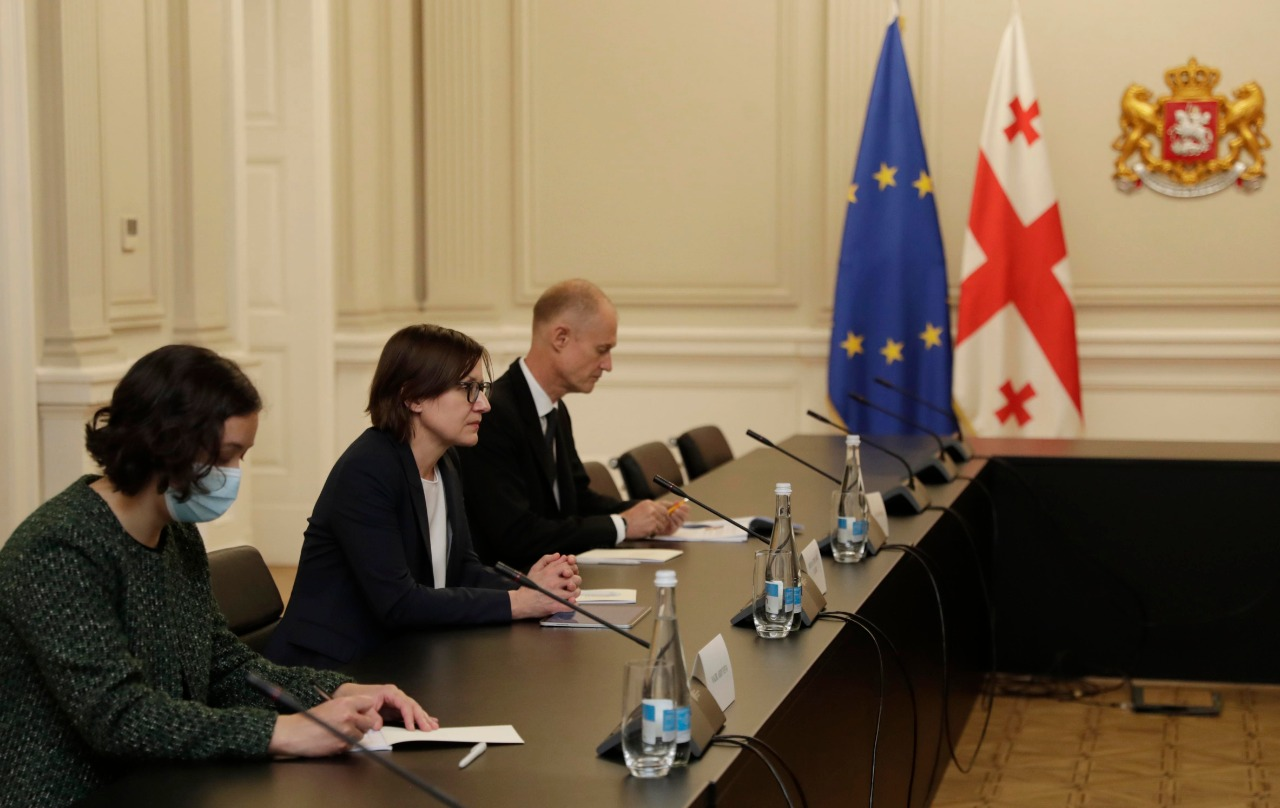
Mirjana Spoljaric Egger, April 2022 (Mitte)

Zuletzt war sie Botschafterin, Leiterin der Abteilung für Vereinte Nationen und Internationale Organisationen. Sie vertrat die Schweiz bei den Verhandlungen über die UNO-Reformen und den UNO-Haushalt, im Sicherheitsrat, in der Generalversammlung, im Wirtschafts- und Sozialrat der Vereinten Nationen, in der Kommission für Friedenskonsolidierung, im Menschenrechtsrat und im UNO-Büro für Drogen- und Verbrechensbekämpfung.
Im November 2021 wählte die Versammlung des Internationalen Komitees vom Roten Kreuz die damals 50-jährige Spoljaric Egger mit Wirkung zum 1. Oktober 2022 als Nachfolgerin von Peter Maurer zur Präsidentin des Komitees. Sie ist die erste Frau in diesem Amt.
Im November 2023 reiste sie für Gespräche mit dem Chef der Terrororganisation Hamas, Ismail Hanija, nach Katar um „humanitäre Fragen“ während des Terrorangriffs der Hamas auf Israel voranzubringen.
Sie ist verheiratet und hat einen Sohn und eine Tochter.